# Familiensache (1998)
Familiensache ist ein US-amerikanisches Filmdrama von Carl Franklin aus dem Jahr 1998. Es entstand nach einem Roman von Anna Quindlen.

## Handlung
Ellen Gulden steht vor einem Hochdruckjob als Autorin für das New Yorker Magazin. Ellen besucht das Haus ihrer Familie zur Geburtstagsüberraschungsfeier ihres Vaters George. Es wird offensichtlich, dass sie George, einen einst gefeierten Schriftsteller und Literaturprofessor an der Princeton University, zutiefst bewundert, aber Ellen hat ihre Verachtung für ihre Mutter Kate und das häusliche Leben, das sie führt, kaum zurückgehalten. Ellen hat sie immer als die alberne Stepford-Frau angesehen. Als sich herausstellt, dass Kate Krebs hat, drängt George Ellen, nach Hause zu kommen und sich um ihre Mutter zu kümmern. Ellen ist von dieser Bitte überrascht, da sie weiß, dass sie ihre Karriere und ihr Liebesinteresse gefährden könnte. Sie stimmt jedoch schließlich zu und gibt den Appellen und Anreizen ihres Vaters nach.
Während Ellen ihrer Mutter bei der Hausarbeit hilft, während ihr Vater seinen üblichen Geschäften nachgeht, ohne viel zu helfen, beginnt Ellen, ihre Ansichten über ihre Eltern zu überdenken. Ihr wird klar, dass sie ihre Mutter immer beiseite geschoben und ihren Vater idealisiert hat, trotz seiner egozentrischen Konzentration auf seine Karriere und, wie sie entdeckt, einer langjährigen Angewohnheit, Affären mit seinen Studentinnen zu haben. Ellen versucht, einen Platz für sich im Leben ihrer Eltern zu finden, während sie darum kämpft, weiterhin freiberuflich zu schreiben und ihre Beziehung zu ihrem Freund in New York aufrechtzuerhalten. Mit der Zeit kommt Ellen ihrer Mutter näher und erfährt mehr über die Ehe ihrer Eltern – unter anderem wird ihr klar, dass Kate die ganze Zeit über Georges Affären Bescheid wusste. Ellen erfährt auch, dass die Tage ihres Vaters, in denen sie herumgehabt hat, zu einsamen Nächten geworden sind, in denen sie in einer örtlichen Bar getrunken hat, um den Schmerz zu lindern, nie wieder Erfolg mit weiteren Romanen zu haben oder sie auch nur fertigstellen zu können. George gesteht Ellen, dass er Kate deshalb liebte, weil sie voller Licht war, das durch alles schien, und er konnte den Gedanken nicht ertragen, dass ihr Licht entgleitet. Als ihre Mutter im Sterben liegt, sagt Ellen ihr, dass sie sie liebt, und Kate sagt, sie wisse es und habe es schon immer gewusst.
Nach Kates Tod ergab die Autopsie, dass Kate tatsächlich an einer Überdosis Morphium gestorben war. Ein Bezirksstaatsanwalt befragt Ellen zum Tod ihrer Mutter. Szenen aus diesem Interview sind über den gesamten Film verteilt und deuten darauf hin, dass Ellen verdächtigt wird, Beihilfe zum Selbstmord ihrer Mutter geleistet zu haben. In der Schlussszene an Kates Grab ist Ellen von einem neuen Job zurückgekehrt, den sie in New York bei der Village Voice gefunden hat. Sie pflanzt Narzissen, als sie ihren Vater kommen sieht. Es ist ihre erste Begegnung seit der Beerdigung. George erzählt Ellen, dass sie sehr mutig war, das zu tun, was sie getan hat, und sie sieht verwirrt aus, bis ihr klar wird, dass George glaubt, sie hätte ihrer Mutter die tödliche Überdosis gegeben. Ellen antwortet, dass sie gedacht hatte, der Komplize sei der Vater. Beide erkennen, dass Kate sich umgebracht haben muss.
George spricht mit Ellen darüber, wie sehr er Kate liebte und sie für seine Muse, sein „einzig wahres Ding“ hielt. Ellen erklärt ihrem Vater, wie man die Narzissenzwiebeln pflanzt, und er hilft dabei, was, wie es scheint, einen Vorgeschmack auf ihre Versöhnung gibt, die auf der gegenseitigen, längst überfälligen Wertschätzung für Kate beruht.

## Kritiken
Filmdienst: „Ein feinfühliger Film über einen innerfamiliären Heilungsprozeß, der geschickt die Balance zwischen Nähe und Distanz zu den Charakteren hält und durch die Idealbesetzung der Hauptfiguren zu einer überzeugenden Einheit findet.“

## Auszeichnungen
Meryl Streep wurde 1999 für ihre Darstellung für einen Oscar und einen Golden Globe Award nominiert. Außerdem wurde sie für den Screen Actors Guild Award und für den Golden Satellite Award nominiert. Der Film wurde 1999 für den Tonschnitt für den Golden Reel Award nominiert.

## Hintergrund
Die Produktionskosten betrugen schätzungsweise 30 Millionen US-Dollar. Der Film spielte in den Kinos der USA ca. 23,2 Millionen US-Dollar ein.